# 浦山里
浦山里是中華民國金門縣金沙鎮的一個里，東北與汶沙里相鄰，東南與何斗里相連，有營山、長福、下塘頭、浦邊、劉澳、後宅、呂厝七個居民點，人口約二千人，取浦邊和營山各一字命名。以漁業、鹽業為主，劉澳碼頭為金沙鎮前往廈門的渡口，清末大量里民移往台灣和東南亞。。